# Jack Root
Jack Root (Frahelž, 26 de maio de 1876 - Los Angeles, 10 de junho de 1963) foi um pugilista austro-americano, reconhecido por ter sido o primeiro campeão mundial dos meios-pesados.

## Biografia
Nascido no Império Austro-Húngaro, Janos Ruthaly radicou-se nos Estados Unidos, mais precisamente em Chicago, aonde mudou seu nome para Jack Root e começou a boxear a partir de 1897.
Lutando a princípio como peso-médio, as glórias logo começaram a surgir para Root, através de conquistas de títulos regionais. Mas foi em 1903, com a criação da nova categoria dos meios-pesados, que Root chegou ao seu maior triunfo na carreira.
Em uma luta decidida nos pontos, na qual Root derrubou seu adversário Kid McCoy cinco vezes, ao longo de dez assaltos, o primeiro título de campeão dos meios-pesados foi merecidamente entregue a Jack Root.
No entanto, existe uma certa controvérsia se esta teria sido realmente a primeira luta dos meios-pesados, haja vista que uma parte dos estudiosos de boxe apontam a existência de uma luta prévia válida por esta categoria, que assim daria o direito ao título de primeiro campeão a Joe Choynski.
Mas como Choynski, em vida, jamais reclamou esta honra para si, Jack Root é hoje considerado para o mundo do boxe, sem margem de dúvidas, o primeiro campeão dos meios-pesados.
Apesar de sua vitória nas páginas da história do boxe, o título de Root não durou muito tempo, pois apenas três meses após levantar o cinturão, o campeão foi nocauteado pelo irlandês George Gardner.
Posteriormente, em 1905, indicado pelo ex-campeão James Jeffries, Root enfrentou Marvin Hart, em uma luta válida pelo titulo vago de campeão mundial dos pesos-pesados. Hart foi ao chão no sétimo assalto, porém recuperou-se e conseguiu nocautear Root no décimo segundo assalto. O título ficou com Marvin Hart, sepultando de vez a carreira de Root.
Em 2011, Jack Root foi incluído na galeria dos melhores boxeadores de todos os tempos, que hoje estão imortalizados no International Boxing Hall of Fame.